# 王銓 (弘治進士)
王銓（1477年—16世紀），字秉衡，浙江金華府金華縣北關人，明朝政治人物。

## 生平
王銓生于成化十三年（1477年）丁酉十月二十四日，二十二歲中式弘治十一年（1498年）戊午科浙江鄉試第三名舉人，次年（1499年）聯捷己未科會試第四十五名，二甲二十一名進士，授官前夢見母親生病，於是告假趕回鄉見母親，母親怡然說：「兒子為何不選官後才回來？」他告訴母親當時的夢境，母親回答：「我也想念兒子，你回來，母親就瞑目了。」很快就去世，下葬後墓旁生出不少靈芝。
服闋後，王銓獲授刑部主事，轉為員外郎，因忤逆劉瑾謫任崇安知縣，陞福州同知；劉瑾敗亡後再擢官廣東僉事，不久棄官回鄉，與兄長王鑰、王錦以詩酒唱和，兄弟怡怡。

## 家族
曾祖王元中。祖王克厚。父王琨。母李氏。重庆下。娶朱氏。

## 引用
1. 1 2  光緒《金華縣志·卷八·人物第三》：王銓，字秉衡，北關人，宏治十一年鄉試第三，明年成進士，未受職夢母病，號泣告假馳歸見母，母怡然曰：「兒何不選官乃歸耶？」跽告以夢，母曰：「吾亦念兒，兒歸母瞑目矣。」遂卒，及葬，墓生芝盈尺。服闋授刑部主事，轉員外郎，忤劉瑾謫崇安知縣，陞福州同知；瑾敗，擢廣東僉事，未幾棄官歸，與兄鑰、錦詩酒相酬，雅歌投壺，怡怡如也。 舊志
2. ↑  龚延明主编 (编). . 宁波: 宁波出版社. 2016. ISBN 978-7-5526-2320-8. 《天一閣藏明代科舉錄選刊.登科錄》之《弘治十二年己未科進士登科錄》